# Paul Graetz (Kabarettist)

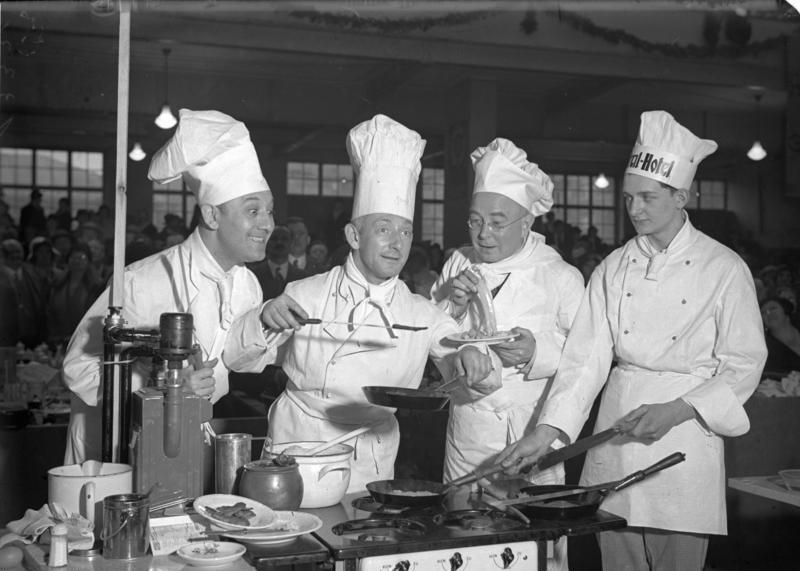
Paul Graetz (zweiter v.l.) und seine Kollegen Paul Westermeier (mit Brille) und Fritz Kampers (links) bei einem Wettkochen für Schauspieler (1932)

Paul Felix Graetz (* 4. August 1889 in Berlin; † 16. Februar 1937 in Hollywood) war ein deutscher Schauspieler und Kabarettist. Er gilt als einer der bedeutenden Komiker der Berliner Theater- und Kabarettszene der 1920er Jahre.

## Leben
Paul Graetz stammte aus einer jüdischen Familie. Sein Vater war der Kaufmann Eugen Graetz (* 1854 Zibelle; † 1902 Charlottenburg), seine Mutter Anna Graetz, geb. Mannheim (* 1862 Graudenz; † 1912 Posen). Geboren wurde er in der Sebastianstraße im damaligen Berliner Stadtteil Luisenstadt. Sein Bruder Ernst Graetz (* 1895 Charlottenburg; † 1965 Domont) vertrat als Rechtsanwalt auch Personen aus der Filmbranche und war später im Exil als Schriftsteller tätig.
Ausgebildet wurde Graetz an Max Reinhardts Schauspielschule des deutschen Theaters. Er begann seine Schauspielerlaufbahn 1909 am Stadttheater von Glogau und ging nach einer Spielzeit an das Neue Theater in Frankfurt am Main. 1916 wechselte er zum Deutschen Theater nach Berlin, wo er unter dem Regisseur Max Reinhardt im Kaufmann von Venedig debütierte. 1919 war Graetz an einer Wiederbelebung des Kabaretts Schall und Rauch beteiligt, er brachte dort Stücke von Kurt Tucholsky und Walter Mehring auf die Bühne. 1925 schied Graetz aus dem Ensemble des Deutschen Theaters aus und arbeitete als freier Film- und Bühnenschauspieler. 1928 trat er im Kabarett der Komiker und im Alt-Bayern auf. Paul Graetz gehörte in Deutschland zu den ersten Künstlern, die im Tonfilm mitwirkten. Im August 1928 kam ein erster Tonfilm-Sketch mit ihm in der Hauptrolle in die Kinos. Weitere Kurzfilme wie „100 Worte Tonfilm“ (1929) folgten.
Am 18. Januar 1930 gelangte Sturm über Berlin zur Aufführung, zu den beteiligten Künstlern zählten neben Graetz auch Ernst Busch, Rosa Valetti und Karl Valentin. 1931 trat Graetz noch einmal in einer Aufführung von Max Reinhardt auf, der Inszenierung von Hoffmanns Erzählungen im Großen Schauspielhaus. Im Film verkörperte er meist komische und groteske Charaktere. Noch im Januar 1933, kurz vor der „Machtergreifung“, nahm Graetz in einem Tonstudio Augen der Großstadt von Kurt Tucholsky auf.
Paul Graetz floh am 28. Februar 1933 vor den Nationalsozialisten nach England. Seine jüdische Herkunft und die Kritik am Nationalsozialismus, die er in seinen Stücken zum Ausdruck brachte, drohten ihm unter den neuen Machthabern zum Verhängnis zu werden. In London lernte er intensiv Englisch und übernahm zunächst kleine Filmrollen. 1934 spielte er an der Seite des noch unbekannten Errol Flynn in Murder at Monte Carlo. Auch in der britischen Verfilmung Jew Süss hatte er eine Rolle. Ebenfalls in England entstand 1935 Mr. Cohen Takes a Walk, der einzige Film mit ihm in einer Hauptrolle. 
Im August 1935 heiratete er in London Ebba (gen. Bella) von Fock (* 1892 Helsinki; † 1940 Trenton (New Jersey)). Im Dezember 1935 übersiedelte das Ehepaar nach New York und später nach Hollywood. Dort erhielt Graetz Rollen in einigen B-Filmen. Im Februar 1937, kurz vor dem Beginn der Dreharbeiten zu dem Film Maria Walewska, verstarb Graetz im Alter von nur 47 Jahren. Graetz ist begraben in der Chapel of the Pines Crematory, Los Angeles (Vaultage, Vault 1, Shelf 74).

## Zeitgenössische Rezeption
(Quelle: )
„Urberliner mit leicht angeheiserter eiserner Schnauze“
Arnolt Bronnen
Ihm gelänge das Wagnis, „inmitten volkstümlichen Ulks die bitter-ernste Zäsur eines leidenschaftlichen pazifistischen Appells aufzurichten…“
Max Herrmann-Neiße

## Tonaufnahmen
- Singt eener uffn Hof. Kurt Tucholsky als Kabarettautor. (Originalaufnahmen mit Paul Graetz, Kate Kühl, Claire Waldoff, Trude Hesterberg, Ernst Busch, Annemarie Hase, Curt Bois u. a.) duo-phon records Berliner Musenkinder (CD 05 05 3), 1999
- Paul Graetz – Heimweh nach Berlin. Doppel-CD. Edition Mnemosyne, 2000. ISBN 3-934012-14-0

CD1: Chansons und Texte von Paul Graetz, Friedrich Hollaender, Walter Mehring, Kurt Tucholsky u. a.
CD2: ...und wo hab ick Murmeln jespielt?. Feature über Paul Graetz von Volker Kühn.

## Filmografie
| - 1919: Der Galeerensträfling (2 Teile) - 1920: Sumurun - 1920: Weltbrand - 1920: Figaros Hochzeit - 1921: Die Bergkatze - 1921: Das Haus zum Mond - 1921: Sehnsucht - 1921: Aus dem Schwarzbuch eines Polizeikommissars, 2. Teil - 1922: Monna Vanna - 1922: Sie und die Drei - 1922: Ihr schlechter Ruf - 1923: Die Fledermaus - 1923: Tragödie der Liebe - 1923: Katjuscha Maslowa - 1923: I.N.R.I. - 1924: Soll und Haben - 1924: Dr. Wislizenus - 1925: Der Mann im Sattel - 1926: Die drei Mannequins - 1926: Die drei Kuckucksuhren - 1926: Die Frau in Gold - 1926: Die Warenhausprinzessin - 1926: Eine tolle Nacht - 1927: Die Hochstaplerin - 1927: Die indiskrete Frau | - 1927: Der große Sprung - 1927: Der Meister der Welt - 1928: Der Kampf ums Matterhorn - 1928: Moral - 1928: Ein Tag Film (Kurztonfilm) - 1929: Trust der Diebe - 1929: Die Schleiertänzerin - 1930: Wien, du Stadt der Lieder - 1930: Zwei Welten (Two Worlds) - 1931: Berge in Flammen - 1931: Das gelbe Haus des King-Fu - 1931: Gesangverein Sorgenfrei - 1931: Mary - 1933: Red Wagon - 1934: Dein ist mein Herz (Blossom Time) - 1934: Murder at Monte Carlo - 1934: Jud Süß - 1935: Bulldog Jack - 1935: Car of Dreams - 1935: Heart’s Desire - 1935: Mimi - 1935: Mr. Cohen Takes a Walk - 1936: Isle of Fury - 1936: Public Enemy's Wife |